# 6082 Timiryazev
6082 Timiryazev eller 1982 UH8 är en asteroid i huvudbältet som upptäcktes den 21 oktober 1982 av den sovjetisksovetisk-ryska astronomen Ljudmila Zjuravljova vid Krims astrofysiska observatorium på Krim. Den är uppkallad efter den ryske botanikern Kliment Timiriaziew.
Asteroiden har en diameter på ungefär 7 kilometer.